# Super Troopers
Série
Super Troopers 2
(2018)
Pour plus de détails, voir Fiche technique et Distribution.
Super Troopers (Superpatrouille au Québec) est un film américain réalisé en 2001 par Jay Chandrasekhar et interprété par le groupe Broken Lizard.

## Synopsis
Le capitaine O'Hagen tente vraiment de contrôler l'imagination et les hormones de sa bande d'empotés composée de cinq policiers de la route de l'État du Vermont. Quand se présente enfin la possibilité de résoudre un vrai crime, les cornichons de la Superpatrouille foncent dans l'action et se transforment en héros de l'autoroute.

## Fiche technique
- Titre : Super Troopers
- Titre québécois : Superpatrouille
- Réalisation : Jay Chandrasekhar
- Scénario : Broken Lizard
- Production : Richard Perello
- Producteur délégué : Peter E. Lengyel
- Direction de la photo : Joaquín Baca-Asay
- Conception visuelle : Ben Conable
- Montage : Jacob Craycroft, Jumbulingam, Kevin Heffernan
- Productrice en séquence en extérieur : Annie Flocco
- Supervision visuelle : Christopher Covert, Barry Cole
- Conception sonore : David Alvarez
- Conception des costumes : Melissa Bruning
- Distribution des rôles : Jennifer McNamara
- Format : 1.85.1

## Distribution
- Jay Chandrasekhar : Thorny
- Kevin Heffernan : Farva
- Steve Lemme : Mac
- Erik Stolhanske : Rabbit
- Paul Soter : Foster
- Brian Cox : Capitaine O'Hagan
- Daniel von Bargen : Chef Grady
- Marisa Coughlan : Ursula
- John Bedford Lloyd : Major Timber
- Lynda Carter (apparition) : Gouverneur Jessman

## Suite
Une suite est sortie en 2018 grâce à une campagne de financement participatif qui a rassemblé plus de 2 millions de dollars. Super Troopers 2 reprend la troupe des Broken Lizard. L'accueil critique est négatif.